# Dibissou
Dibissou (auch: Dibisou) ist ein Dorf in der Stadtgemeinde Birni-N’Konni in Niger.

## Geographie

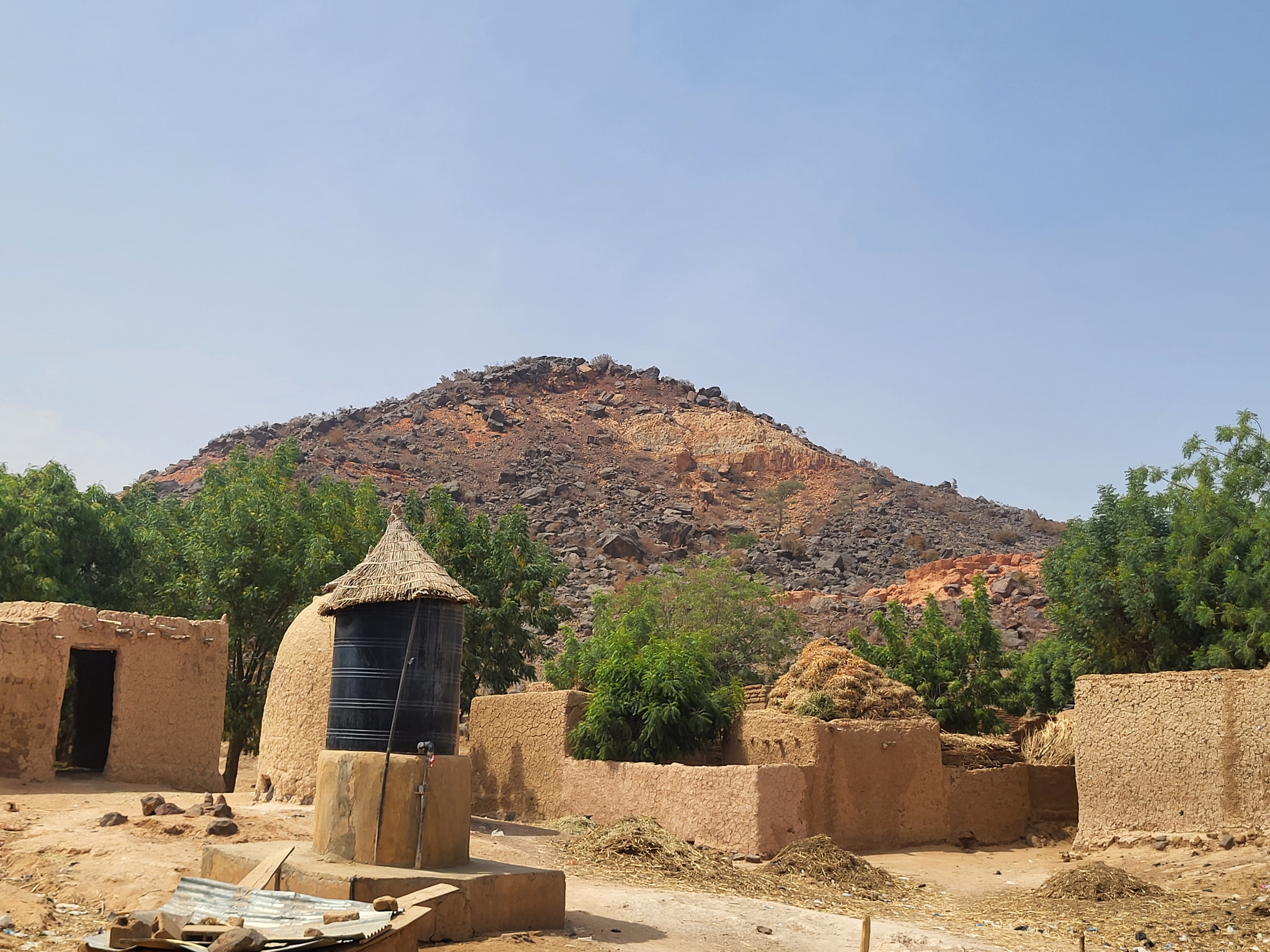
Brunnen und Häuser in Dibissou (2025)

Das Dorf liegt am Rand des Trockentals Maggia. Es befindet sich rund drei Kilometer nördlich des Stadtzentrums von Birni-N’Konni, dem Hauptort des gleichnamigen Departements Birni-N’Konni, das zur Region Tahoua gehört. Zu den weiteren Siedlungen in der Umgebung von Dibissou zählen das am See Mare de Dossey gelegene Dorf Dossey im Nordwesten sowie die an der Tchérasse-Talsperre gelegenen Dörfer Tchérasse Gouné und Tchérassa Mangou im Südosten.

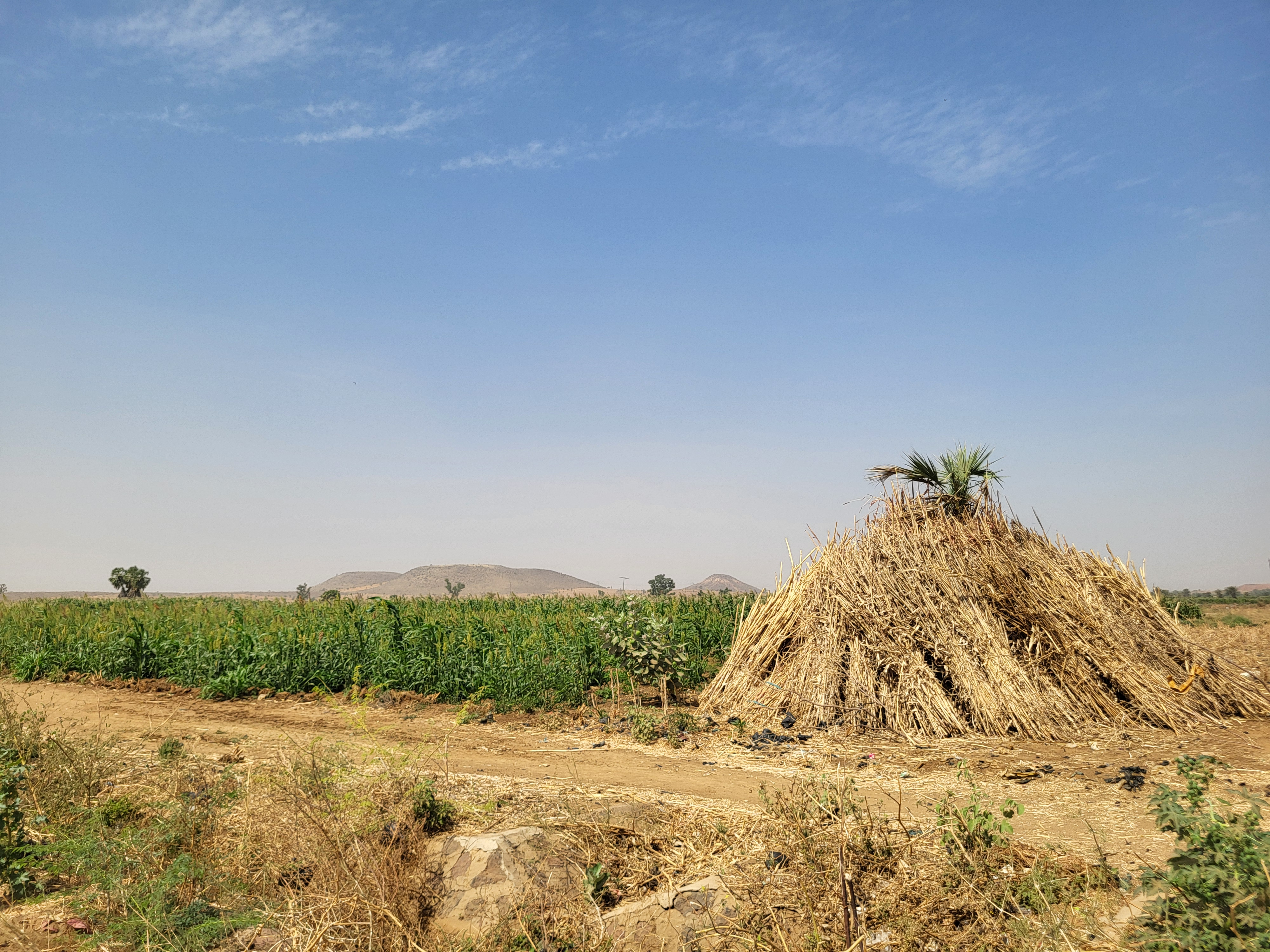
Landschaft bei Dibissou (2025)

Dibissou ist Teil der Übergangszone zwischen Sahel und Sudan. Die durchschnittliche jährliche Niederschlagsmenge beträgt hier zwischen 400 und 500 mm.

## Geschichte
Der Sawaba-Guerillakämpfer Aboubakar Dandouna kam Mitte Oktober 1964 mit mehreren Männern nach Dibissou. Die misstrauischen Dorfbewohner drängten die Kämpfer in die Enge und verlangten, ihr Gepäck zu durchsuchen. Als sich Dandouna weigerte, schickte der Dorfvorsteher den örtlichen Lehrer zur Gruppe. Der Lehrer erkannte Aboubakar Dandouna, der im Sawaba-Wahlkampf eine prominente Rolle gespielt hatte, woraufhin Dandouna den Lehrer erschoss. Die aufgebrachte Dorfbevölkerung malträtierte Dandouna mit Beilen, bis er schließlich auf der Polizeistation von Birni-N’Konni an seinen Verletzungen starb.

## Bevölkerung
Bei der Volkszählung 2012 hatte Dibissou 4755 Einwohner, die in 787 Haushalten lebten. Bei der Volkszählung 2001 betrug die Einwohnerzahl 5030 in 810 Haushalten und bei der Volkszählung 1988 belief sich die Einwohnerzahl auf 3609 in 715 Haushalten.

## Wirtschaft und Infrastruktur
Es gibt eine Grundschule im Dorf.

## Persönlichkeiten
- Amadou Bacharou Ibro (* um 1964), Offizier